# Décima Calle Noroeste
La 10ª Calle Noroeste, o simplemente como la 10ª Calle, es una calle de sentido oeste y este de la ciudad de Managua, Nicaragua.

## Trazado
La 10.ª Calle Noroeste es una calle de aproximadamente 9 cuadras que recorre el Barrio San Sebastián desde una calle que no tiene nombre, pasando por las intersecciones con la 12.ª Avenida Noroeste, 11.ª Avenida Noroeste, 10.ª Avenida Noroeste, 9.ª Avenida Noroeste, 8.ª Avenida Noroeste, 7.ª Avenida Noroeste, 6.ª Avenida Noroeste, 5.ª Avenida Noroeste hasta culminar en la 4.ª Avenida Noroeste, cerca de la Plaza La Fe en el Malecón de Managua. 

## Barrios que atraviesa
La calle sólo atraviesa el barrio San Sebastián, cerca del Lago Xolotlán.